# Novohrîhorivka, Kirovohrad
Novohrîhorivka (în ucraineană Новогригорівка) este un sat în comuna Haiivka din raionul Kirovohrad, regiunea Kirovohrad, Ucraina.

## Demografie
Componența lingvistică a localității Novohrîhorivka
     Ucraineană (100%)
Conform recensământului din 2001, toată populația localității Novohrîhorivka era vorbitoare de ucraineană (100%).